# ألفادولون
ألفادولون (INN)، هو دواء ستيرويد يستخدم للجهاز العصبي ومخدر عام.